# كبير الوزراء

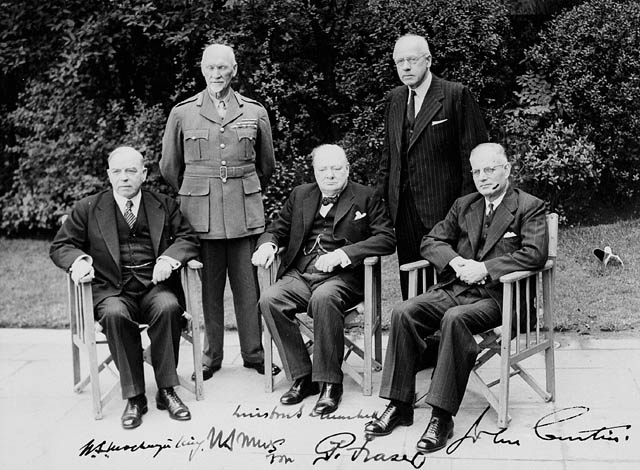

كبير الوزراء هو رئيس الحكومة المنتخب على المستوى دون القومي للدولة، (أي الفيدرالي التأسيسي)، ولاسيما الولاية (وفي بعض الأحيان الأقاليم الاتحادية) في الهند أو المقاطعة في أستراليا أو الأقاليم في سريلانكا أو باكستان أو أقاليم ما وراء البحار البريطانية التي حصلت على الحكم الذاتي. كما استخدم أيضًا بوصفه اللقب الإنجليزي لمنصب رئيس الحكومة في ولايات الملايو دون الملكية.
كما يستخدم اللقب أيضًا في ولايات التاج ذات الحكم الذاتي في جزيرة مان (منذ عام 1986)، وفي جيرنزي (منذ عام 2004)، وفي جيرزي (منذ عام 2005).
وفي ماليزيا، يستخدم هذا التعبير للإشارة إلى رؤساء الحكومة، وهو منصب يعرف في لغة الملايو بـ Ketua Menteri (ويعني حرفيًا كبير الوزراء)، وذلك في الولايات الماليزية التي ليس بها سلطان، أي ملاكا (Malacca) وبينانج (Penang) وصباح (Sabah) وسراواق (Sarawak)، في حين يستخدم التعبير الملايي Menteri Besar (ويعني حرفيًا الوزير العظيم) في الولايات التي يوجد بها ملك.
وبالمثل، يستخدم التعبير في كثير من الأحيان للإشارة إلى المناصب الوزارية العليا، كما في الولايات الأميرية قبل وأثناء الهند البريطانية أو مستشاري الولايات الصينية.

## نائب كبير الوزراء
نائب كبير الوزراء هو منصب اختياري في بعض ولايات الهند ومناطقها وهو المنصب الثاني بعد كبير الوزراء. وبوجه عام، يمنح المنصب لأحد أعضاء حزب التحالف عندما تتشكل الحكومة بدعم من أحزاب متعددة. ومن الممكن أيضًا منحه لعضو من حزب الأغلبية يحظى بدعم كبير من المجلس التشريعي مقارنة بكبير الوزراء.

## كبير الوزراء حول العالم
- كبير الوزراء بأنجويلا
- كبير الوزراء بإقليم العاصمة الأسترالية
- كبير الوزراء بالإقليم الشمالي في أستراليا
- كبير الوزراء بجزيرة نورفولك (أستراليا)
- كبير الوزراء بجيرنزي
- كبير الوزراء بجبل طارق
- كبير الوزراء (الهند)
- كبير الوزراء بجيرزي
- كبير الوزراء بجزيرة مان
- كبير الوزراء بمونتسرات
- كبير الوزراء بماليزيا
- كبير الوزراء بسنغافورة